# 梁载言
梁載言（?—?），博州聊城人。唐朝、武周时官员。
曾任鳳閣舍人，專知制誥。武后時，敕吏部糊名考判，徵高級人才，只有劉憲、王適、司马锽、梁載言等人入第二等。中宗時，官至懷州刺史。著有《十道四蕃志》十六卷，其中有“義婦祝英台與梁山伯同冢。”一句，是最早提到梁山伯與祝英台的故事。另有《具員故事》十卷。

## 延伸阅读
[在维基数据编辑]
 《舊唐書/卷190中》，出自刘昫《舊唐書》